# Almost Cops
Almost Cops (nederländska: Bad Boa's) är en nederländsk kriminal- och komedifilm som hade premiär på Netflix den 11 juli 2025. Filmen är regisserad av Gonzalo Fernandez Carmona.

## Handling
När en överambitiös områdespolis och en vårdslös före detta utredare tvingas samarbeta utbryter kaos på Rotterdams gator.

## Rollista (i urval)
- Jandino Asporaat
- Werner Kolf
- Florence Vos Weeda